# John "J.D." Dorian
Dr. John Michael Dorian (más conocido como "J.D.") es un personaje ficticio interpretado por Zach Braff en la serie de televisión norteamericana de comedia y drama Scrubs. Es el narrador y personaje principal de la serie desde la temporada uno a la octava, proporcionando voces en off que revelan sus pensamientos internos, a menudo vinculando los arcos de la historia en cada episodio. 
JD aparece en todos los episodios durante las primeras ocho temporadas, excepto en dos de la temporada 8: "My Full Moon" y en "My Absence" donde sólo se escucha su voz. Más tarde regresa como personaje principal durante seis episodios de la novena y última temporada. Braff también interpretó brevemente al personaje en la serie derivada del episodio web Scrubs: Interns y la película para televisión de Los Muppets It's a Very Merry Muppet Christmas Movie. 
Tanto el personaje como la actuación de Braff fueron recibidos positivamente. Braff fue nominado al premio Primetime Emmy como mejor actor en una serie de comedia en 2005 y recibió tres nominaciones consecutivas al premio Globo de Oro al mejor actor en una serie de televisión musical o de comedia de 2005 a 2007.

## Trasfondo del personaje
El nombre de J.D. está basado en el Dr. Jonathan Doris, un amigo de universidad de Bill Lawrence, creador de la serie. Doris, sirvió como supervisor médico en los guiones del show.  Zach Braff, el actor que interpretó al personaje en la serie, dijo: "Siento que, después de siete años, no queda mucho de la personalidad de JD por explorar, excepto su relación con su mejor amigo Christopher Turk". Braff también opinó que aunque "JD ha evolucionado gradualmente a lo largo de la serie, tampoco puede evolucionar demasiado, ya que tenemos que darles a los fans lo que quieren, que es ver a los personajes ser ellos mismos".  Para la última temporada, Bill finalmente mostró a un Dorian algo más máduro, ya que según declaró, era lo que los admiradores querían.
En una entrevista de 2008, Braff declaró que si bien se siente "más como en casa cuando interpretó a un personaje judío", los escritores de Scrubs optaron por dar a entender que Dorian era cristiano porque el programa necesitaba "atraer a la mayor audiencia posible" por preocupación de que algunas personas no vean un programa con un personaje principal judío. 

## Historia
J.D. es el narrador de todos los capítulos de la serie (excepto en 5 episodios). J.D. también ha mantenido relaciones con Elliot, un amor casi imposible, del que después se arrepintió, Jordan, la esposa del Dr. Cox, Danni, la hermana de Jordan y Kylie. Recientemente, celebró su cumpleaños 30°. Padre de un hijo, que ha tenido con la doctora Kim Briggs, llamado Sam en honor a su fallecido padre.

### Historia familiar
J.D. es el hijo menor de Sam y Barbara Dorian. Tiene un hermano mayor, llamado Dan, interpretado por Tom Cavanagh. Según su hermano, sus padres arreglaban todos sus problemas con sexo, y dice que nació porque a su madre le había rebotado un cheque. Sus padres son divorciados. En el episodio "My Office" se dio a conocer de que J.D. creció en Trotwood, Ohio. Más tarde, su padre, interpretado por John Ritter muere, en el episodio "My Cake", como un tributo a la muerte de John Ritter. Según J.D. su padre no era un tipo muy bueno, ya que le regaló una bicicleta por partes en cada cumpleaño. Sam y Barbara se divorciaron cuando J.D. tenía 7 años. Su padre se fue de la casa, y su madre se volvió a casar seis veces. Ella vive con su prometido y echó a su hijo Dan de la casa en el episodio "My Brother, Where Art Thou?".

### Transporte
Él ocupa un escúter azul, llamado "Sasha," que ha sobrevivido a accidentes como choques, caídas, etc. También tiene una bicicleta azul que fue destruida por el conserje y Troy debido a un acertijo que no pudieron resolver (dos monedas forman treinta centavos y una no es de cinco centavos). Después tuvo una bicicleta similar, que fue destruida por el conserje y Troy, por la misma razón que la anterior.
También usa en la primera temporada, un volvo llamado Jamal, que Turk acaba de quemar en su viaje de novios.

## Relaciones con otros personajes

### Turk
Turk es el mejor amigo de J.D. durante toda su vida, han sido compañeros de cuarto durante la universidad, y siguen viviendo juntos en el mismo apartamento. A ellos les gusta mucho jugar a juegos de niños como hablar por walkie-talkie, esconderse, etc. J.D. dijo que una vez tuvo la "Fiebre Turk" (traducido como fiebre turca), que según Turk le da a muchas mujeres. Según el personaje de Colin Farrell en "My lucky charms" ellos harían una buena pareja. Ellos son tan unidos que tienen un gong que suena cuando uno de los dos tiene relaciones y se escucha a una cierta distancia. Ellos se separan cuando Carla se casa con Turk y J.D. vive en un hotel, en su viejo apartamento (Sin que Carla lo supiera) y en un nuevo apartamento, donde también vive Elliot.
Una vez, la mujer de la ambulancia, Denise, se refirió a ellos como una adorable pareja gay interracial.

### Elliot
J.D. y Elliot han sido amigos desde el comienzo de la serie, pero también han tenido un romance. Cada año, desde la temporada 1 a 3, J.D. y Elliot se acuestan juntos. En la temporada 3, cuando J.D. y Elliot vuelven a acostarse, Carla dice: ¿Ya es la época del año?, pero en la temporada 4, después de su tercera relación fallida, ellos deciden ser amigos a pesar de todo

### Dr. Cox
El Dr. Cox es el mentor de J.D., aunque al Dr. Cox no le guste. J.D. también se acostó con Jordan, la exesposa del Dr. Cox (y más tarde con su hermana, Danni) antes de que J.D. supiera que habían estado casados.
En una ocasión el mejor amigo del Dr. Cox, Ben (también hermano de Jordan)que había vuelto después de que le diagnosticaran leucemia, le dice a J.D que tenían algo en común, pues había compartido cama con sus dos hermanas.

### Carla
J.D. y Carla han sido amigos durante toda la serie, de hecho, Carla le tiene un sobrenombre especial, Bambi, pero en el episodio "My Nickname", J.D. se ofende porque estaba interrumpiendo en su relación de enfermera-doctor. En el capítulo 4x21, JD sale con Carla para conversar de Turk y en medio de la borrachera terminan besándose.

## Sobrenombres
Sobrenombres: Newbie (Novato) por el Dr. Cox, Bambi, por Carla, Q-Tip por Laverne, Scooter (Fresita), por el conserje, J-Dizzle
Oso de vainilla (Vainilla bear), PePe LeFritz, Dorothy, numerosos nombres de mujer, en un episodio nombres de perro (como Lassie y ToTo), QDM (Quejica de mierda), etc.

### Nombres de mujer
El Dr. Cox, se refiere generalmente -con un marcado sarcasmo- a Dorian con nombres femeninos, he aquí algunos de ellos.
- Temporada 1: 101 – Pumpkin, 102 – Susan, 105 – Margaret, 106 – Agnes, 108 – Supergirl, 110 – Janet, Ginger, 111 – Judy, Marjorie, Sally Sensitive, 112 – Ginger, Gidget, 113 – Lillian, Clarabelle, 114 – Grace, Sweetheart, 116 – Marcia, My Little Precious, Rainbow, 117 – Shirley, 118 – Tinkerbell, Betty, 119 – Reba, 120 – Joanie, 121 – Belinda, 122 – Gladys, Clara, Janice, 123 – Rhonda, Kimmy, 124 – Charlotte
- Temporada 2: 201 – Felicia, Oprah, Farrah, 202 – Sandy, 203 – My Gal Friday, Muffin, Angie, Pumpkin, 205 – Babs, Tiny Dancer, Fiona, 206 – Vivian, 207 – Martha, Nancy Drew, 208 – Sabrina, 209 – Brittany, Eunice, Carol, Murder She Wrote, Shakira, 210 – Denise, 213 – Roseanne, 214 – Betsy, 215 – Katie, Lilly, 216 – Girl’s Name, Ellen, 217 – Maggie, Lady, Nancy, Marcia, 218 – Lassie, Astro, Snoopy Scooby, Toto, Fido, Rin-Tin-Tin, Hooch, Benji, 219 – Girl, 221 – Shannon, 222 – Angel, Wilma
- Temporada 3: 301 – Zsa Zsa, Gwyneth, 302 – Hilton Sister, 303 – Dixie, Naomi, 305 – Molly, Janice, Denice, Tiffani Amber-Thiessen, Princess, Pippy, 307 – Angela, Violet, 308 – Tammy, 312 – Beyonce, Britney, Pink, 314 – Polly, Sheila, Val, 315 – Annika, Abby, Judy, Sally, 316 – Carol, Debbie, 318 – Trish, Annie, 319 – Sheila
- Temporada 4: 401 – M’lady, Marishka, Gisele, Fantasia, 402 – JoJo, Scarlett, 404 – Portia, Kiki Dee, Peggy, 405 – Gloria, Gidget, Wonder Bra, 409 – Priscilla, 411 – Heather, Claudia, 413 – Lady, Nancy, 417 – Loretta, Spider-Girl, 420 – Betty
- Temporada 5: 501 – Lindsay, Angie, 502 – Daphne, 504 – Priscilla, Carol, 507 – Dorothy, 510 – Joanna, 511 – Marge, 512 – Bethany, Trish, 515 – Stephanie.